# Elasmothemis schubarti
Elasmothemis schubarti is een libellensoort uit de familie van de korenbouten (Libellulidae), onderorde echte libellen (Anisoptera).
De wetenschappelijke naam Elasmothemis schubarti is voor het eerst geldig gepubliceerd in 1945 door Santos.